# 擴展查詢
擴展查詢(Query expansion)，也有人從英文翻譯為查詢擴展、查詢擴張、查詢問句擴展、字詞擴張、查詢延伸、查詢字詞擴展、自動查詢擴展、查詢語擴充……等。為了改善資訊檢索召回率(Recall)，而將原來查詢句增加新的關鍵字來重新查詢，此一技術稱為擴展查詢。搜索引擎會將使用者輸入的查詢句先做一次檢索，根據檢索出來的文件，選取出適合的關鍵字，加到查詢句重新檢索，藉此來找出更多的相關文件。
擴展查詢使用在以下技術中：
- 找出同義字，根據同義字找出其它文件
- 在英文檢索中，找出原來的關鍵字其它形態的字詞來擴展查詢
- 修改錯誤的拼字，自動更正成正確的拼字或提供正確的拼字給使用者
- 重新改寫原始的查詢句

擴展查詢是電腦科學的技術，尤其使用在資訊檢索和自然語言處理領域中

## 參看
- 搜索引擎
- 資訊檢索
- 語言學
- 構詞學